# Ansonia kraensis
Ansonia kraensis är en groddjursart som beskrevs av Matsui, Khonsue och Nabhitabhata 2005. Ansonia kraensis ingår i släktet Ansonia och familjen paddor. IUCN kategoriserar arten globalt som otillräckligt studerad. Inga underarter finns listade i Catalogue of Life.